# 卡特加特海峡
56°55′42″N 11°25′41″E / 56.92833°N 11.42806°E

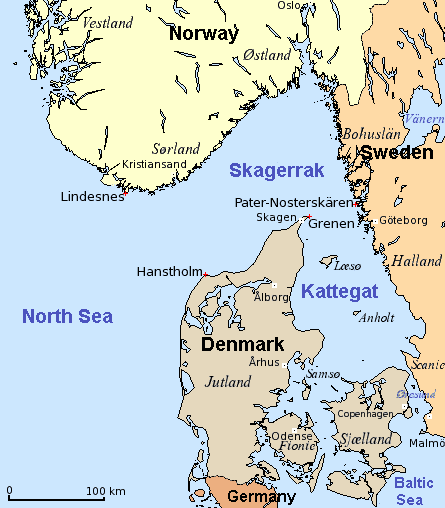
卡特加特海峡和斯卡格拉克海峡

卡特加特海峡是大西洋北海的一个海峡，是斯卡格拉克海峡的一个延伸，是丹麦和瑞典的边界，位于丹麦的日德兰半岛和瑞典的西海岸之间。從波罗的海可通过厄勒海峡汇入卡特加特海峡，卡特加特海峡可以被看作是波罗的海的一部分，也可以被看作是北海的一部分。传统的斯堪的纳维亚的看法是它不属于这两个水域。

## 地理

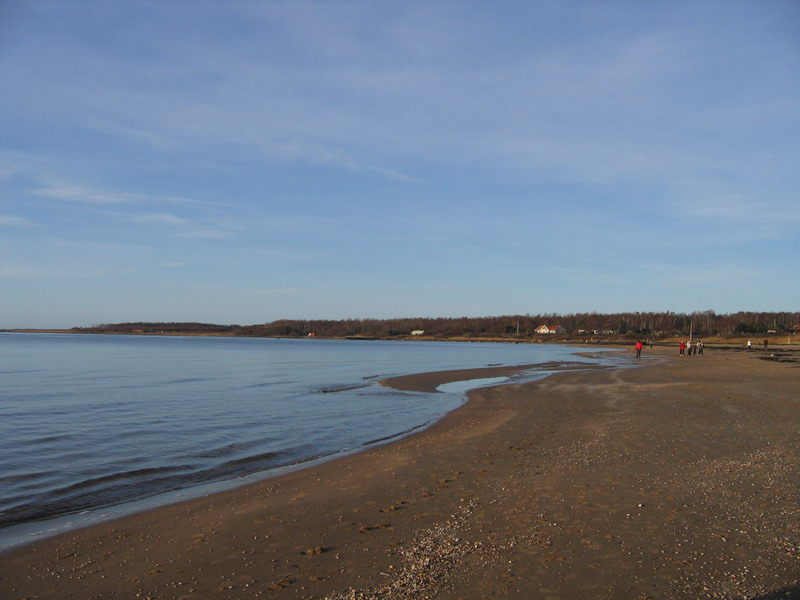
卡特加特海峡

卡特加特海峡通过斯卡格拉克海峡和利姆富德河与北海相连，不过利姆富德河仅能走小船。海船必须通过绕过日德兰半岛的北端斯卡恩进入卡特加特海峡。卡特加特海峡通过厄勒海峡、大贝尔特海峽和小贝尔特海峽与波罗的海相连。
卡特加特海峡沿岸有很多著名的地区，包括瑞典的Kullaberg自然保护区，裡面有很多濒危物种和岩岸风景区。莫爾鎮（Mölle），有一个风景如画的海港。

### 河流
流入卡特加特海峡的水路包括瑞典哥德堡的约塔河，哈兰省的拉甘河、尼桑河、艾特蘭河（Ätran） 和維斯坎河（Viskan），还有丹麦日德兰半岛的古德諾河（Gudenaa）。

### 岛屿
卡特加特海峡里最大的岛是薩姆斯島、萊斯岛和安霍爾特岛。后两个岛由于夏天干燥的气候，而称为丹麦沙漠带。

## 生态
卡特加特海峡位于含盐量比较低的波罗的海与含盐量比较高的大西洋之间。萊斯岛以南水比较浅，最多只有60米，萊斯岛以北挪威海沟陡降到600米以上。卡特加特海峡鱼非常多，欧洲龙虾和挪威龙虾均在这裡有出现。

## 名称来源
卡特加特海峡这个名称来源于荷兰语和下萨克森语中的（猫）和（洞）。因为当地的许多浅滩航道非常窄，因此当时的船长说这个地区比猫洞还要窄，由此产生了这个名称。至今在当地海底还有许多沉船遗蹟。
次前卡特加特海湾被称为日德兰海。

## 交通
今天尤其卡特加特海峡的东部是船运非常繁忙的水域，许多去往哥德堡、哥本哈根以及波罗的海各海港的船只经过这裡。众多渡船航线在卡特加特海峡交叉，比如腓特烈港—哥德堡、腓特烈港—奥斯陆、腓特烈港—莱尔维克、腓特烈港—莫斯、基尔—奥斯陆、基尔—哥德堡。